# Twechar
Twechar är en by i East Dunbartonshire i Skottland. Byn är belägen 57,1 km 
från Edinburgh. Orten har 1 190 invånare (2016).